# Sólidos simples
Los sólidos simples nuevos exhiben, frecuentemente, fenómenos nuevos o poseen propiedades valiosas tales como la superconductividad a temperaturas altas o el ferromagnetismo.
La distribución específica de los átomos puede deberse a una variada gama de fuerzas. Se trata de un área pujante y excitante de la investigación inorgánica.

## Descripción de las estructuras de los sólidos
La posición de los átomos o iones en estructuras sólidas simples pueden presentarse a menudo mediante diferentes arreglos de esferas sólidas. Las esferas utilizadas para describir sólidos metálicos representan átomos neutros porque cada catión está aún rodeado de su abundante complemento electrónico. Los átomos de los sólidos simples están distribuidos en posiciones regulares que se repiten regularmente de manera geométrica. Las esferas empleadas para describir sólidos iónicos representan cationes y aniones porque ha habido una transferencia neta de electrones de un tipo de átomo al otro.

## Estructuras cristalinas

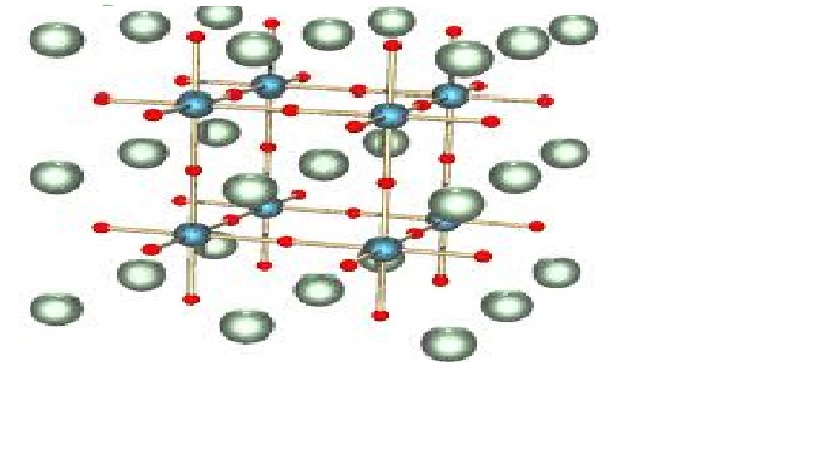
El cristal completo se reproduce por medio de desplazamientos traslacionales de cualquiera de las celdas unitarias.

La estructura cristalina de un elemento o compuesto se construye a base de elementos estructurales que se repiten con regularidad, los cuales pueden ser átomos, moléculas o iones. La red cristalina es el patrón formado por los puntos de red y se utiliza para representar las posiciones de esos elementos estructurales que se repiten.

## Celdas unitarias

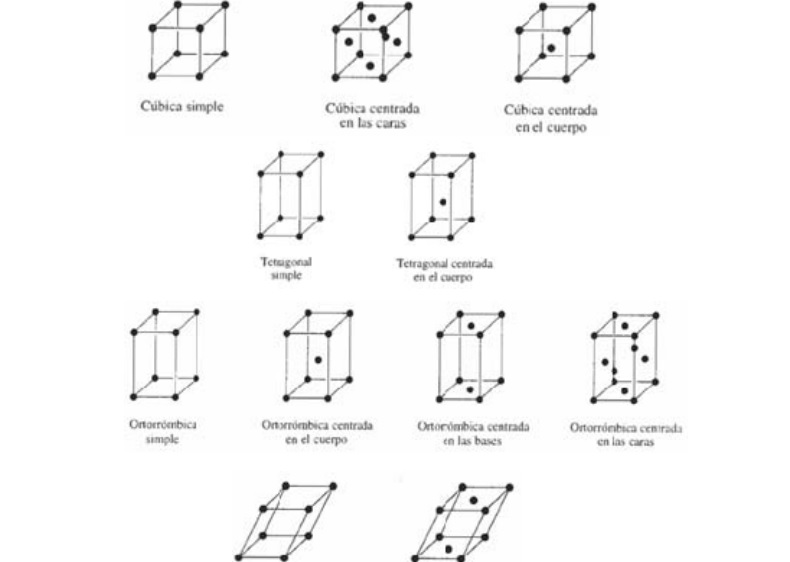
Relación entre los parámetros de red en tres dimensiones como resultado de la simetría de la estructura.

Una celda unitaria de cristal es una región imaginaria paralelo-delimitada a partir de la cual es posible construir el cristal con solo realizar desplazamientos traslacionales; las celdas unitarias así generadas se ajustan perfectamente unas a otras sin dejar espacio excluido. Los ángulos (α, β, Υ) y las aristas (a, b, c) utilizadas para definir el tamaño y la forma de celda unitaria construyendo los parámetros de la celda unitaria (parámetros de red); por convención, el ángulo entre a y b es Υ, entre b y c es α, y entre a y c es β. Las celdas unitarias pueden elegirse de entre una diversidad de formas, pero por lo general se prefiere la celda más pequeña que exhiba la mayor simetría. La relación entre los parámetros de red en tres dimensiones como resultado de la simetría de la estructura da lugar a siete sistemas cristalinos.

## Coordenadas atómicas fraccionarias y proyecciones
Las estructuras pueden trazarse en una proyección que denote las posiciones de los átomos usando coordenadas fraccionarias. La posición de un átomo en una celda unitaria suele describirse en términos de las coordenadas fraccionarias, coordenadas expresadas como una fracción de la longitud de una arista de la celda unitaria. En consecuencia, la posición de un átomo localizado en xa paralela a a, yb paralela a b y zc paralela a c se denota como (x, y, z), con x, y, z menor que uno.